# Roger Sacheverell Coke
Roger Sacheverell Coke (Pinxton, Derbyshire, 20 oktober 1912 – aldaar, 23 oktober 1972) was een Brits pianist en componist.

## Levensloop

### Jeugd
Coke was een telg uit een oude, rijke familie uit Derbyshire die zijn oorsprong vond in de vijftiende eeuw. Hij werd opgevoed door zijn moeder Dorothy omdat zijn vader in de Eerste Wereldoorlog aan het front was gesneuveld.
Coke ging naar kostschool op het Eton College. Het was uit bewondering voor Benno Moiseiwitsch, die hij had horen spelen, dat hij koos voor de piano. Hij studeerde compositie bij Alan Bush, muziektheorie bij J. Frederick Staton en piano bij Mabel Lander, een leerlinge van Theodor Leschetizky. Na zijn studie keerde Coke terug naar het ouderlijk huis in Brookhill Hall, Pinxton waar zijn moeder het koetshuis en de stallen verbouwde om als muziekstudio en concertzaal te kunnen fungeren. Dit bleef zijn huis en het centrum van zijn muzikale activiteiten voor de rest van zijn leven.

### Loopbaan
Muziek voor piano staat centraal in de composities van Coke. Als pianist had hij succes met het uitvoeren van zijn eigen composities in Bath, Chesterfield, Torquay, Londen en Bournemouth. Ook trad hij geregeld op met het Brookhill Symphony Orchestra, een orkest dat hij zelf oprichtte aan het begin van de jaren dertig. Zijn vroege werken kregen enkele lovende kritieken. Na de première van Coke's Eerste pianoconcert in 1932 merkte een criticus van de Bath Chronicle op dat: “Mr Coke ongetwijfeld een gave bezit voor compositie van hoge kwaliteit. Zijn werk is geconcipieerd in een moderne geest, maar is vrij van die extravaganties die in zoveel hedendaags werk voor origineel moet doorgaan”. In 1933 volgde een tweede pianoconcert dat opnieuw in première ging in Bath.
Een volgend optreden met het Bournemouth Municipal Orchestra onder leiding van Dan Godfrey werd uitgezonden op 14 maart 1934, maar deze vroege tekenen van belofte vertaalden zich niet in succes op de langere termijn. Coke, een volgeling van Rachmaninov, had helemaal niets met de naoorlogse experimentele muziek of met zijn tijd- en landgenoot Benjamin Britten. Zijn muziek weerspiegelt de romantische stijl en zijn bewondering voor de muziek van Bruckner, Mahler, Bax en Sibelius, evenals zijn sympathie voor de Russische muziek en cultuur in het algemeen. Hij kwam hierdoor helemaal buiten de mainstream van de Britse muziekcultuur te staan. Zelfkritiek had Coke echter wel: rond 1936 vernietigde hij zijn eerste twaalf werken, inclusief het Eerste- en het Tweede Pianoconcert, ondanks het succes.
Cokes was in materiële zin welgesteld, maar zijn geestelijke gezondheid was zorgwekkend. Toen hij twintig was, constateerden de artsen bij hem een vorm van schizofrenie die leidde tot langdurige periodes van ziekenhuisopname. In het Verenigd Koninkrijk was het klimaat voor hem als homoseksueel zeer ongunstig en de grotere openheid en tolerantie van de late twintigste eeuw heeft hij niet meer meegemaakt.

### Na de Tweede Wereldoorlog
Hij leefde teruggetrokken en zijn optredens na de Tweede Wereldoorlog bleven meestal beperkt tot huisconcerten in Derbyshire, op een paar optredens in de Wigmore Hall in Londen na.
Er werden weinig werken van Coke gepubliceerd. Al zijn hoop op hernieuwde belangstelling voor zijn muziek was gebaseerd op een paar door hemzelf gefinancierde concerten in Londen eind jaren 50, een concert in de Royal Festival Hall en een opvoering van zijn enige opera The Cenci – gebaseerd op een toneelstuk van Shelley - in de Scala te Milaan onder leiding van Sir Eugène Goossens. De uitvoering werd een fiasco: Goossens kreeg zijn bladmuziek niet op tijd aangeleverd en de pers kraakte het stuk helemaal af.
Een opleving van het werk van Coke leek mogelijk in 1970 toen pianiste Moura Lympany een paar preludes uitvoerde tijdens een recital op de Abbotsholme School bij Rocester in Staffordshire, dat later werd uitgezonden, en waarbij de componist zelf werd geïnterviewd door de BBC. Slechts twee jaar later bezweek Coke aan een hartinfarct.

## Werk
Veel van Cokes ongepubliceerde muziek is bewaard gebleven en een grote collectie van zijn manuscripten is in het bezit van de bibliotheek van het graafschap Derbyshire in Chesterfield. Zijn aanzienlijke productie omvat ongeveer honderd liederen, veel pianomuziek zoals sonates, variaties en een set van vierentwintig preludes, vier symfonische gedichten voor orkest (waaronder The Lotos Eaters, Elegiac Ballade en Dorian Gray naar Oscar Wilde), sonates voor viool, cello, klarinet en altviool, een strijkkwartet, twee pianotrio's en zeven pianoconcerten.
Zijn Eerste Pianoconcert (1931) en ook zijn Tweede (1933, opgedragen aan zijn docente Mabel Lander) heeft Coke vernietigd, maar zijn derde, vierde en vijfde, gecomponeerd voor, tijdens en na de Tweede Wereldoorlog, zijn bewaard gebleven. De invloed van Rachmaninov is het sterkst te horen in het Derde Pianoconcert in Es-majeur, op. 30, dat (volgens de componist) in de herfst van 1938 in een tijdsbestek van zes of zeven weken werd gecomponeerd. Het werk is opgedragen aan pianist Charles Lynch, die in 1939 de eerste uitvoering in Bournemouth gaf.
Pianoconcert nr. 4 in c-mineur, opus 38, gecomponeerd in 1940, is opgedragen aan de pianiste Eileen Joyce. De première vond plaats tijdens een Engels-Russisch concert onder leiding van Trevor Harvey in 1941, met Coke als solist. Het stuk is complexer dan het derde concert en valt op door de ontwikkeling van de motieven, de orkestratie en de harmonieën. De invloed van Skrjabin is duidelijk te horen.
Het Vijfde Pianoconcert in D-majeur uit 1947 is opgedragen aan een zekere "F. Orton". Wie dat is, is niet helemaal duidelijk. Coke heeft bijna drie jaar over het concert gedaan. Het bestaat slechts uit een deel van nog geen negen minuten. Of de overige delen verloren zijn gegaan of nooit geschreven zijn, is niet te achterhalen. Heel goed is in dit werk de invloed van Sibelius te horen. Het is het meest experimentele werk van Coke.
Naast deze pianoconcerten zijn er nog delen en/of schetsen gevonden van twee andere pianoconcerten; een in c-mineur met als opusnummer 63 en 79, ontstaan in de jaren 1954, 1965-1966 en 1969 volgens de schetsen van 1954 en 1969 opgedragen aan Oliver Welby en volgens de schetsen van 1965-1966 opgedragen aan John Williams, en een in g-mineur uit 1970 zonder opusnummer. Beide werken zijn niet voltooid.

## Cd's
Opnamen van Cokes werk zijn schaars. Op het in Britse muziek gespecialiseerde label Lyrita verschenen de sonates voor cello en piano door Raphael Wallfisch en Simon Callaghan (2020). De laatstgenoemde nam met dirigent Martyn Brabbins de pianoconcerten 3, 4 en 5 op in de Hyperion-reeks The Romantic Piano Concerto (2017).